# Liviu Radu
Liviu Radu (n. 20 noiembrie 1948, București – d. 17 octombrie 2015, București) a fost un scriitor, publicist și traducător român contemporan de science fiction și fantasy. În 1971 a absolvit Facultatea de Automatică, secția Calculatoare, din cadrul Institutului Politehnic București. A fost membru al Uniunii Scriitorilor din România și al Societății Române de Science Fiction și Fantasy.

## Activitate literară
A debutat în 1993 în revista Quasar cu povestirea Fața nevăzută a planetei Marte. Debutul editorial (în volum) s-a petrecut în 1999 prin romanul Trip-Tic publicat la editura Dacia. În decursul timpului a colaborat cu numeroase publicații și periodice de gen: Jurnalul SF, Anticipația CPSF, ArtPanorama, Tritonic.ro, Lumi virtuale, ProScris, Nautilus, almanahul Anticipația. De asemenea, a colaborat și la volumele colective (antologii de proză science fiction și fantasy): Nemira '96 (1996), Plaja nudiștilor (1999), Don Quijote, Prostituata și alte personaje (2000), Timpul eroilor (2001), România SF 2001, Alte lumi, alte legende (2002), Călătorii în timp (2003, cu povestirea „Între cer și pământ”), AtelierKult: povestiri fantastice (2005), Millennium 1 ( 2009), Millennium 2: șase ani de ficțiuni (2009), Dansând pe Marte și alte povestiri fantastice (2009), Alte țărmuri (2009), Cele 1001 de scorneli ale Moșului S.F. (2012).

## Opera

### În volume

#### Romane:
- Trip-Tic (1999)
- Opțiunea (2004)
- Spaime (2004, republicat 2014)
- Seria Waldemar
  - Waldemar (2007)
  - Blocul câș (2008);
  - O după-amiază cu bere și zâne (2009)[4]
  - Vânzoleli nocturne (2012)
  - Lumea lui Waldemar (2012) (conține toate cele 4 romane ale seriei)
- Modificatorii (2010)
- Chestionar pentru doamne care au fost secretarele unor bărbați foarte cumsecade (2011; republicat 2018)
- Seria Taravik
  - Armata moliilor (2012)[5]
  - La galop prin piramidă(2013)[6]
  - Înfruntarea nemuritorilor (2014)[7]

#### Proză scurtă:
- Spre Ierusalim (2000)
- Constanța 1919 (2000)
- Babel (2004)
- Cifrele sunt reci, numerele-s calde (2006)
- Povestiri fantastice (2008)
- Ghicit de seară (2010)
- Singur pe Ormuza (2011)
- Golem, golem (2014)
- „Adevărul despre expediția Starky” (2014) în Xenos. Contact între civilizații
- Între cer și pământ (2015)

#### Non-fictiune:
- Manipularea maselor - cazuri celebre din ultimul mileniu (2005)

### Traduceri
- Editura Nemira: Abraham Merritt - Corabia zeiței Ishtar, Fața din abis, Pierduți în miraj. Gordon R. Dickson - Furtună de timp
- Editura Teora: Isaac Asimov - Călătorie fantastică, George R R Martin - Peregrinările lui Tuf.
- Editura Tritonic: Neil Gaiman - Zei americani, Nicăieri, Băieții lui Anansi, Pulbere de stele, Coraline.
- Editura Rao: Dean Koontz - În puterea nopții, Trăiește noaptea, Odd Thomas, Odd pentru vecie.
- Editura Paladin: Neil Gaiman - Zei americani
- Editura Paladin: China MIeville - Orașul Ambasadei

## Distincții literare
- Premiul Vladimir Colin (2000) pentru volumul Constanța 1919
- Premiul de încurajare Eurocon (2000)
- Marele premiu Seniorii Imaginației (Editura Eagle/SRSFF Arhivat în 22 mai 2014, la Wayback Machine. - 2011), Premiul Special FanSF (2013)